# Zapasy na Letnich Igrzyskach Olimpijskich 1924 – waga lekka mężczyzn w stylu klasycznym
Turniej mężczyzn w wadze lekkiej w stylu klasycznym był jedną z konkurencji zapaśniczych na Letnich Igrzyskach Olimpijskich 1924. Zawody odbyły się w dniach 6-10 lipca. W zawodach uczestniczyło 28 zawodników 18 państw.

## Wyniki
W turnieju rozegranych zostało sześć rund. Każdy zawodnik, który przegrał dwie walki został wyeliminowany.

### Runda 1
| Przegranych | Zwycięzca            | Przegrany          | Przegranych |
| ----------- | -------------------- | ------------------ | ----------- |
| 0           | Oskari Friman        | Arne Gaupset       | 1           |
| 0           | Josef Beránek        | Sidney Bergmann    | 1           |
| 0           | Alfred Praks         | Holger Askehave    | 1           |
| 0           | Leon Rękawek         | Wasilios Pawlidis  | 1           |
| 0           | Rūdolfs Ronis        | Pierre Christoffel | 1           |
| 0           | Kalle Westerlund     | Fuat Akbaş         | 1           |
| 0           | Lajos Keresztes      | Ahmad Rahmi        | 1           |
| 0           | František Kratochvíl | Roberto De Marchi  | 1           |
| 0           | Carl Coerse          | Francisco Solé     | 1           |
| 0           | Charles Frisenfeldt  | Erling Michelsen   | 1           |
| 0           | Albert Kusnets       | Georges Métayer    | 1           |
| 0           | Otto Borgström       | Walter Ranghieri   | 1           |
| 0           | Mihály Matura        | Ludwig Sesta       | 1           |
| 0           | Paul Parisel         | Englebertus Mollin | 1           |

### Runda 2
| Przegranych | Zwycięzca            | Przegrany          | Przegranych |
| ----------- | -------------------- | ------------------ | ----------- |
| 0           | Oskari Friman        | Josef Beránek      | 1           |
| 1           | Arne Gaupset         | Sidney Bergmann    | 2           |
| 0           | Alfred Praks         | Leon Rękawek       | 1           |
| 1           | Holger Askehave      | Wasilios Pawlidis  | 2           |
| 0           | Rūdolfs Ronis        | Fuat Akbaş         | 2           |
| 0           | Kalle Westerlund     | Pierre Christoffel | 2           |
| 0           | Lajos Keresztes      | Roberto De Marchi  | 2           |
| 0           | František Kratochvíl | Ahmad Rahmi        | 2           |
| 0           | Charles Frisenfeldt  | Carl Coerse        | 1           |
| 1           | Francisco Solé       | Erling Michelsen   | 2           |
| 0           | Albert Kusnets       | Otto Borgström     | 1           |
| 1           | Walter Ranghieri     | Georges Métayer    | 2           |
| 0           | Mihály Matura        | Paul Parisel       | 1           |
| 1           | Ludwig Sesta         | Englebertus Mollin | 2           |

### Runda 3
| Przegranych | Zwycięzca            | Przegrany        | Przegranych |
| ----------- | -------------------- | ---------------- | ----------- |
| 1           | Arne Gaupset         | Josef Beránek    | 2           |
| 0           | Rūdolfs Ronis        | Alfred Praks     | 1           |
| 1           | Holger Askehave      | Leon Rękawek     | 2           |
| 0           | Lajos Keresztes      | Kalle Westerlund | 1           |
| 0           | František Kratochvíl | Carl Coerse      | 2           |
| 0           | Charles Frisenfeldt  | Francisco Solé   | 2           |
| 0           | Albert Kusnets       | Walter Ranghieri | 2           |
| 0           | Mihály Matura        | Otto Borgström   | 2           |
| 1           | Ludwig Sesta         | Paul Parisel     | 2           |
| 0           | Oskari Friman        | wolny los        | –           |

### Runda 4
| Przegranych | Zwycięzca            | Przegrany           | Przegranych |
| ----------- | -------------------- | ------------------- | ----------- |
| 1           | Arne Gaupset         | Ludwig Sesta        | 2           |
| 0           | Lajos Keresztes      | Rūdolfs Ronis       | 1           |
| 1           | Kalle Westerlund     | Alfred Praks        | 2           |
| 0           | Oskari Friman        | Holger Askehave     | 2           |
| 0           | František Kratochvíl | Charles Frisenfeldt | 1           |
| 0           | Albert Kusnets       | Mihály Matura       | 1           |

### Runda 5
| Przegranych | Zwycięzca        | Przegrany            | Przegranych |
| ----------- | ---------------- | -------------------- | ----------- |
| 0           | Albert Kusnets   | Arne Gaupset         | 2           |
| 0           | Lajos Keresztes  | Charles Frisenfeldt  | 2           |
| 1           | Kalle Westerlund | František Kratochvíl | 1           |
| 0           | Oskari Friman    | Mihály Matura        | 2           |
| –           | –                | Rūdolfs Ronis        | –           |

### Runda 6
| Przegranych | Zwycięzca        | Przegrany            | Przegranych |
| ----------- | ---------------- | -------------------- | ----------- |
| 0           | Oskari Friman    | Lajos Keresztes      | 1           |
| 1           | Kalle Westerlund | Albert Kusnets       | 1           |
| –           | –                | František Kratochvíl | –           |